# Love is message
『Love is message』（ラブ・イズ・メッセージ）は、2003年8月20日にリリースされた日本の歌手グループw-inds.の、9枚目のシングルである。

## 解説
- オリコン初登場2位。
- カップリング曲「Night Flight〜夜間飛行〜」は、2ndアルバム『w-inds.〜THE SYSTEM OF ALIVE〜』収録の楽曲「Baby Maybe」のアンサーソングで、詞中に『Baby Maybe』というワードも出てくる。さらにこの曲のアンサーソングにあたるのが、3rdアルバム『w-inds.〜PRIME OF LIFE〜』収録曲「Deny」である（誌面等で、メンバーによって語られている[要出典]）。
- 2003年9月22日HEY!HEY!HEY! MUSIC CHAMPに出演。

## 収録曲
1. Love is message
（作詞:Kentaro Akutsu　作曲:Moz.　編曲:Hayabusa）
2. Night Flight〜夜間飛行〜
（作詞:shungo.　作曲:Thomas Asserholt　編曲:Hayabusa）
3. Love is message （Instrumental）
（作曲:Moz.　編曲:Hayabusa）
4. Night Flight〜夜間飛行〜 （Instrumental）
（作曲:Thomas Asserholt　編曲:Hayabusa）

## タイアップ
- ブルボン「MINTREX」CMソング。